# Ляшенко Роман Юрійович
Роман Ляшенко (рос. Роман Ляшенко; 1 травня 1979, Мурманськ — 7 липня 2003 Анталія) — російський хокеїст, що грав на позиції центрального нападника. Грав за збірну команду Росії.

## Ігрова кар'єра
Хокейну кар'єру розпочав на батьківщині 1996 року виступами за команду «Торпедо» (Ярославль).
1997 року був обраний на драфті НХЛ під 52-м загальним номером командою «Даллас Старс».
Протягом професійної клубної ігрової кар'єри, що тривала 9 років, захищав кольори команд «Торпедо» (Ярославль), «Даллас Старс» та «Нью-Йорк Рейнджерс».
Загалом провів 156 матчів у НХЛ, включаючи 17 ігор плей-оф Кубка Стенлі.
Був гравцем молодіжної збірної Росії, у складі якої брав участь у 20 іграх. Виступав за національну збірну Росії.

## Смерть
7 липня 2003 його було знайдено мертвим у готельному номері в місті Анталія, де він вдпочивав разом з матір'ю та сестрою. За версією слідства він спочатку намагався перерізати собі вени, а потім повісився. Була знайдена передсмертна записка. Родичі не визнали факт самогубства. Похований в Ярославлі 12 липня 2003.

## Статистика

### Клубні виступи
| Сезон           | Клуб                  | Ліга            | Регулярний сезон | Регулярний сезон | Регулярний сезон | Регулярний сезон | Регулярний сезон | Плей-оф | Плей-оф | Плей-оф | Плей-оф | Плей-оф |
| Сезон           | Клуб                  | Ліга            | І                | Г                | П                | О                | ШХ               | І       | Г       | П       | О       | ШХ      |
| --------------- | --------------------- | --------------- | ---------------- | ---------------- | ---------------- | ---------------- | ---------------- | ------- | ------- | ------- | ------- | ------- |
| 1996–97         | «Торпедо» (Ярославль) | ЧР              | 42               | 5                | 7                | 12               | 16               | 9       | 3       | 0       | 3       | 6       |
| 1997–98         | «Торпедо» (Ярославль) | ЧР              | 46               | 7                | 6                | 13               | 28               | —       | —       | —       | —       | —       |
| 1998–99         | «Торпедо» (Ярославль) | ЧР              | 42               | 10               | 9                | 19               | 51               | 9       | 0       | 4       | 4       | 8       |
| 1999–00         | «Даллас Старс»        | НХЛ             | 58               | 6                | 6                | 12               | 10               | 16      | 2       | 1       | 3       | 0       |
| 1999–00         | «Мічиган К-Вінгс»     | ІХЛ             | 9                | 3                | 2                | 5                | 8                | —       | —       | —       | —       | —       |
| 2000–01         | «Даллас Старс»        | НХЛ             | 60               | 6                | 3                | 9                | 45               | 1       | 0       | 0       | 0       | 0       |
| 2000–01         | «Юта Гріззліс»        | ІХЛ             | 6                | 0                | 1                | 1                | 2                | —       | —       | —       | —       | —       |
| 2001–02         | «Юта Гріззліс»        | АХЛ             | 58               | 11               | 25               | 36               | 37               | —       | —       | —       | —       | —       |
| 2001–02         | «Даллас Старс»        | НХЛ             | 4                | 0                | 0                | 0                | 0                | —       | —       | —       | —       | —       |
| 2001–02         | «Нью-Йорк Рейнджерс»  | НХЛ             | 15               | 2                | 0                | 2                | 0                | —       | —       | —       | —       | —       |
| 2001–02         | «Гартфорд Вулвс Пек»  | АХЛ             | —                | —                | —                | —                | —                | 4       | 1       | 1       | 2       | 2       |
| 2002–03         | «Нью-Йорк Рейнджерс»  | НХЛ             | 2                | 0                | 0                | 0                | 0                | —       | —       | —       | —       | —       |
| 2002–03         | «Гартфорд Вулвс Пек»  | АХЛ             | 71               | 23               | 35               | 58               | 44               | 2       | 1       | 1       | 2       | 0       |
| Чемпіонат Росії | Чемпіонат Росії       | Чемпіонат Росії | 130              | 22               | 22               | 44               | 95               | 18      | 3       | 4       | 7       | 14      |
| АХЛ / ІХЛ разом | АХЛ / ІХЛ разом       | АХЛ / ІХЛ разом | 144              | 37               | 63               | 100              | 91               | 6       | 2       | 2       | 4       | 2       |
| Усього в НХЛ    | Усього в НХЛ          | Усього в НХЛ    | 139              | 14               | 9                | 23               | 55               | 17      | 2       | 1       | 3       | 0       |

### Збірна
| Рік              | Команда          | Турнір           | І  | Г | П | О  | ШХ |
| ---------------- | ---------------- | ---------------- | -- | - | - | -- | -- |
| 1997             | Росія            | МЧС              | 6  | 1 | 2 | 3  | 4  |
| 1998             | Росія            | МЧС              | 7  | 0 | 3 | 3  | 6  |
| 1999             | Росія            | МЧС              | 7  | 3 | 2 | 5  | 0  |
| 2002             | Росія            | ЧС               | 9  | 0 | 2 | 2  | 14 |
| Молодіжна збірна | Молодіжна збірна | Молодіжна збірна | 20 | 4 | 7 | 11 | 10 |